# 弗朗索瓦-马里·拉乌尔
弗朗索瓦-马里·拉乌尔（法語：François-Marie Raoult，1830年5月10日—1901年4月1日），法国化学家。主要研究稀溶液的依数性，提出描述溶液蒸汽压与浓度关系的拉乌尔定律。

## 生平
1867年起，拉乌尔在格勒诺布尔教授化学课程。三年后他担任化学系主任，并担任此职一直到去世。拉乌尔早期从事与电池有关的物理研究，后来用了二十年的时间研究溶液的性质。
在1878年发表第一篇文章中，他描述了溶劑是如何导致溶質的凝固点降低的。通过换用不同的溶液，如苯和乙酸，他相信溶质分子的相对分子质量和溶液凝固点的降低值有关。他发现每一个溶质分子溶解于100个水分子中时，水的凝固温度就会降低 0.63 °C。
拉乌尔的另一项工作时研究加入溶质后，溶液的蒸汽压比起纯溶剂的蒸汽压的下降。提出在稀溶液中，蒸汽压的下降正比于溶质的相对分子质量。这两条定律提供给科学家一种测定溶质相对分子质量的办法。后来也被范特霍夫和威廉·奥斯特瓦尔德借用来支持他们的电离解释。经过恩斯特·贝克曼的改进，拉乌尔定律成为测量有机物相对分子质量的标准技术。
拉乌尔去世后，范特霍夫在伦敦化学会的纪念演讲中总结了拉乌尔的成就。

## 荣誉
- Prix International de Chimie LaCaze (1889)
- 戴维奖章 （1892）
- Prix de l'Institut (1895）
- 法国三级荣誉勋位（1900）